# Rohrlache von Heringen
Die Rohrlache von Heringen ist ein Auenbereich im Werratal nördlich von Heringen im nordosthessischen Landkreis Hersfeld-Rotenburg. Das in der Nähe der Landesgrenze zu Thüringen liegende Feuchtgebiet besitzt die hessenweit größte Binnensalzstelle, die durch einige natürliche und zahlreiche durch die Kali- und Salzindustrie verursachte Salzwasseraustritte entstanden ist. Es handelt sich allerdings hier weniger um regelrechte Salzquellen, eher um eine flächenhafte Durchfeuchtung.
Die Pflanzenwelt, die sich an den salzhaltigen Wasseraustrittsstellen angesiedelt hat, gilt als von hohem ökologischen Wert. In ihr befinden sich reiche Bestände landesweit stark gefährdeter Arten wie Strand-Aster und Queller. Überregionale Bedeutung besitzt die Rohrlache auch als Rast- und Brutgebiet für eine Vielzahl von Vogelarten und als Lebensraum für mehrere Amphibienarten mit teils großen Populationen.
Als ein seltenes Beispiel für einen schützenswerten Landschaftsbereich, bei dessen Entwicklung natürliche Ursachen mit den Auswirkungen industrieller Tätigkeit zusammenwirkten, wurde die Rohrlache 1979 zum Naturschutzgebiet erklärt und seit 2008 ist sie als Flora-Fauna-Habitat-Gebiet Teil des europaweiten Schutzgebietsnetzwerks Natura 2000.

## Lage
Die Rohrlache liegt in den Gemarkungen der Ortsteile Widdershausen, Leimbach und Heringen der Stadt Heringen im Landkreis Hersfeld-Rotenburg. Im Norden wird das Schutzgebiet durch die Kreisstraße von Widdershausen nach Leimbach begrenzt und im Westen von der Werra. Im Süden liegt noch eine kleinere Teilfläche auf der anderen Werraseite. Die Ostgrenze bildet ein größerer Drainagegraben, der zum Teil auch durch das Schutzgebiet verläuft.
In der naturräumlichen Gliederung Deutschlands, die auf der Geografischen Landesaufnahme des Instituts für Landeskunde Bad Godesberg basiert, wird die Rohrlache dem „Berkaer Becken“ (359.12) zugeordnet, das nach Osten in das „Frauenseer Hügelland“ (359.2) übergeht. Sie sind Einheiten des „Salzunger Werraberglands“ (359). Im Westen grenzt der „Seulingswald“ (357.20) des „Fulda-Werra-Berglands“ (357) an. Sie gehören alle zu der Haupteinheitengruppe des „Osthessischen Berglands“ (35).

## Klima
Die Werraue im Heringer Raum gilt wegen ihrer Lage im Regenschatten des Osthessischen Berglandes als klimatisch begünstigt. Das zeigen die geringen Jahresniederschläge von 600 mm und die relativ hohe Jahresdurchschnittstemperatur von 8 °C, mit weniger als 100 Frosttagen im Jahr.

## Geologie und Hydrologie
Der Bereich der Rohrlache wird aus Auensedimenten des Nacheiszeitalters gebildet. Lehm, Ton, Sand und Kies sind die vorherrschenden Substrate. Unter dem Flusstal, in bis über 1.000 Meter Tiefe, liegt unter mächtigen Sandsteinschichten das Salzgebirge, mit den wertvollen Rohstoffen Kali und Steinsalz. Die Entstehung der Kalilagerstätten geht auf das Erdzeitalter des Oberperms vor mehr als 250 Millionen Jahren zurück, als das damals hier vorhandene Zechsteinmeer unter der starken Sonneneinstrahlung verdunstete. Seit den 1900er Jahren werden die Kalisalze, vor allem für die landwirtschaftliche Düngung, entlang der Werra aus zwei übereinanderliegenden Sohlen gewonnen.
Bei der Verarbeitung der Salze entstehen große Mengen an Abwässern, die sogenannten Endlaugen, die seit Anfang des 20. Jahrhunderts in die Werra eingeleitet werden und zu einer starken Versalzung des Flusses geführt haben. Seit 1929 werden in Heringen die Endlaugen auch im Plattendolomit des Zechsteins verpresst. Da das spezifische Gewicht der Endlauge höher ist, als das Gewicht des Grundwassers, drückt die Lauge salzhaltiges Grundwasser an die Bodenoberfläche. Dieser Vorgang findet besonders an Verwerfungen und in Salzauslaugungsgebieten statt und führt zur Entstehung von Salzquellen und Salzsickerwasser. Durch den angehobenen oberflächennahen Grundwasserspiegel werden Abschnitte der Werraaue, wie die Rohrlache, durchfeuchtet. Im Jahr 1953 führte ein Erdbeben zur Absenkung des Südteiles um rund zwei Meter. Es entstanden neue Salzquellen, welche auf die Versenkung der Endlauge zurückgeführt werden. Auch der Rückstau des Werrakraftwerkes in Widdershausen soll den Grundwasserspiegel weiter angehoben haben, wodurch die Wiesen noch feuchter wurden.
In der Aue treten zwei Grundwasserschichten auf. Die erste, oberflächennahe Schicht reicht von 0,5 bis 1,5 m ü. NN und wird von einer ein bis zwei Metern mächtigen Ton- und Lehmschicht begrenzt. Die zweite Grundwasserschicht liegt in der Kiesschicht der Aue in drei bis vier Meter Tiefe und führt salzhaltiges Grundwasser. In den Bereichen, in denen die Ton- und Lehmschicht durchlässig ist, tritt Salzwasser nach oben. An den Austrittstellen kommt es zu flächigen Versalzungen mit salzbeeinflusster Vegetation. Nahe der Werra wird das Grundwasser im Wesentlichen durch Flussinfiltrationen beeinflusst. Die Versalzung des Bodens führt zu einer Abnahme der Krümelstabilität und des Porenvolumens und verringert die Plastizität des Bodens. Im feuchten Zustand quellen die Salzböden deshalb stark auf und schrumpfen bei Austrocknung stark zusammen. Dies führt zu Bodenverdichtungen und Staunässe.

## Natur

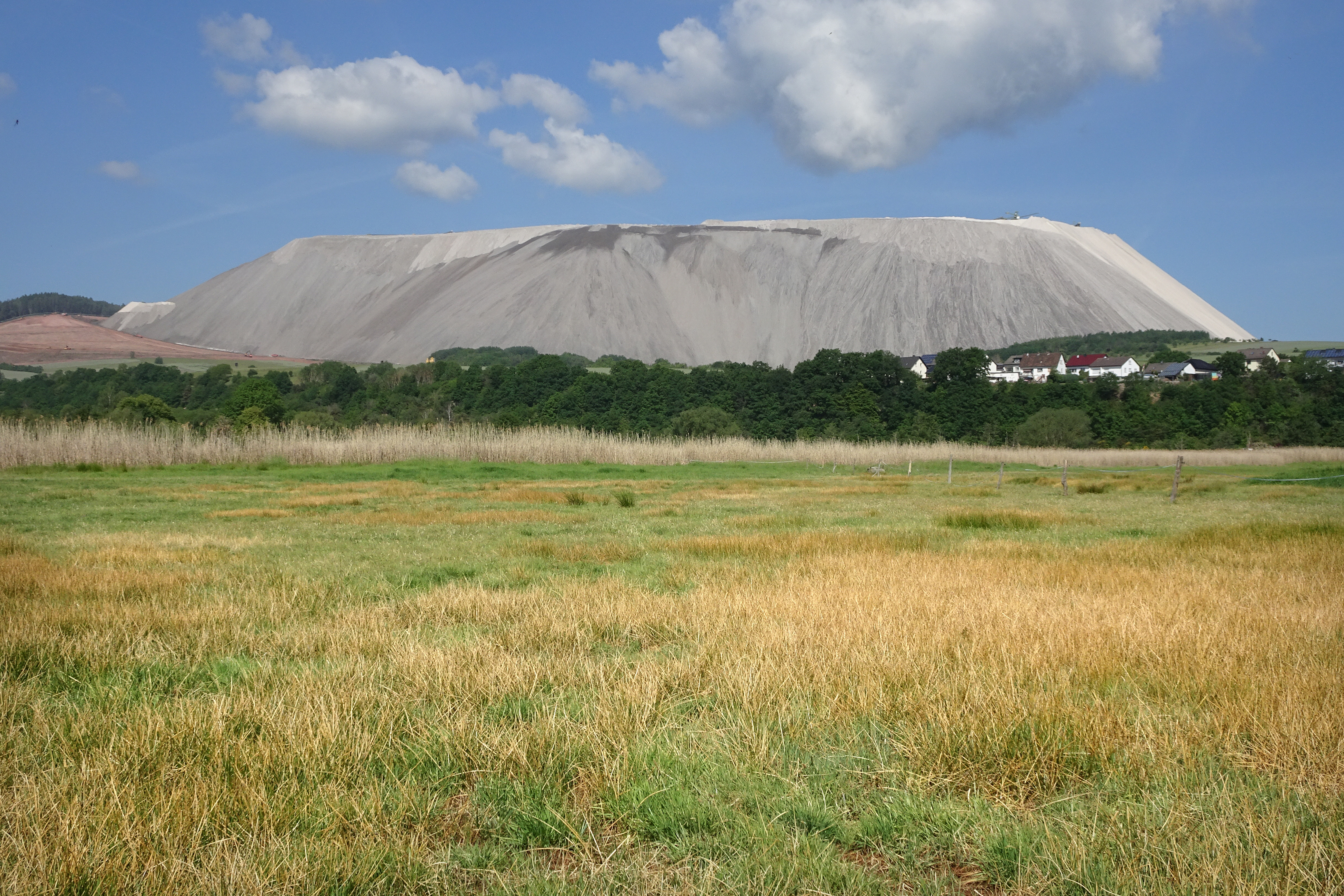
Die Salzwiesen in der Auenmitte.

Die Pflanzenwelt der Rohrlache wird gekennzeichnet durch das Vorhandensein von salzabhängigen Arten, die sich an den salzhaltigen Wasseraustrittsstellen angesiedelt haben. Die Salzflora kommt in drei Pflanzengesellschaften vor:
- Die „Salzschuppenmieren-Salzschwaden-Gesellschaft“ ist die häufigste Vegetationseinheit. Ihre bestandsbildenden Arten sind der Salzschwaden, die nur wenige Zentimeter große Salz-Schuppenmiere, die im Juli einen rotvioletten Blütenteppich entwickelt und der Queller. Der Queller ist erst in den 1990er Jahren in das Schutzgebiet eingewandert und hat in sehr kurzer Zeit in den vegetationsfreien Bereichen der Salzpfannen dichte, niedrigwüchsige Bestände aufgebaut.
- Der Salzschwaden tritt auch in den von der Platthalm-Binse dominierten Salzrasen-Beständen auf, die durch die verstärkte Präsenz der Arten staunasser, nährstoffreicher Standorte Rohr-Schwingel, Weißes Straußgras und Kriech-Quecke zu den Flutrasengesellschaften überleiten. Die Gesellschaft besiedelt im Norden und in der Mitte des Gebietes kleine, vegetationsarme, staunasse Geländesenken („Salzpfannen“), die deutlich unter dem Niveau des umliegenden Grünlandes liegen.
- Eine Pflanzengesellschaft mit dem Strand-Dreizack, der aus Nordamerika eingebürgerten Mähnen-Gerste und der zwischen Juli und September violett blühenden Salzaster umgibt gürtelartig eine völlig vegetationsfreie Geländemulde im Nordteil des Gebietes.

Diese Pflanzengesellschaften besetzten noch bis in die 1980er Jahre eine wesentlich umfangreichere Fläche. Die Salzrasen erstreckten sich über große Teile im Norden und Süden des Schutzgebiets. An ihren Stellen befinden sich heute Flutrasen, Schilfbestände und Brackwasserröhrichte.
In den Bereichen, in denen die Raupenfutterpflanze Großer Wiesenknopf wächst, kommt der Dunkle Wiesenknopf-Ameisenbläuling vor. Die europaweit gefährdete Art gilt nach Anhang II der FFH-Richtlinie als „von gemeinschaftlichem Interesse, für deren Erhaltung besondere Schutzgebiete ausgewiesen werden müssen“.
Nach dem Standarddatenbogen aus dem Jahr 1997 ist die Vogelwelt der Rohrlache von hessenweiter Bedeutung. Diese Einschätzung wird durch die Ergebnisse der Grunddatenerhebung von 2002 bestätigt. Die überregionale Bedeutung wird mit dem Vorkommen von Blaukehlchen, Neuntöter, Rohrweihe, Wachtelkönig, Weißstorch, Rotmilan, Schwarzmilan, Bruchwasserläufer und Silberreiher begründet. Neben diesen streng geschützten Arten wurden eine Vielzahl weiterer Vogelarten beobachtet, die als Brutvögel, Nahrungsgäste und Durchzügler die Rohrlache nutzen.
Den Heuschreckenarten bietet die Rohrlache wertvolle Habitate. Im Feuchtgrünland wurden die bundesweit stark gefährdete Sumpfschrecke und die Kurzflügelige Schwertschrecke in einer hohen Dichte angetroffen. Sechs Amphibienarten wurden im Schutzgebiet nachgewiesen, darunter mit einer bedeutenden Population der Grasfrosch sowie Laubfrosch und Kreuzkröte, die europaweit durch die FFH-Richtlinie unter speziellem Schutz stehen.

## Schutzstatus
Die Rohrlache steht unter besonderem Schutz als Naturschutzgebiet, Fauna-Flora-Habitat-Gebiet sowie als Teilfläche eines EU-Vogelschutzgebiets, eines Landschaftsschutzgebiets und des Nationalen Naturmonuments „Grünes Band Hessen“.

### Naturschutzgebiet
Mit Verordnung der Bezirksdirektion für Forsten und Naturschutz beim Regierungspräsidium in Kassel wurden im Juli 1979 rund 47 Hektar der Rohrlache in das Landesnaturschutzbuch eingetragen und damit unter Schutz gestellt. Zweck der Unterschutzstellung war es, das „aus ornithologischer, herpetologischer und geobotanischer Sicht“ als besonders wertvoll angesehene Feuchtgelände „mit artenreicher Salzflora und großer Bedeutung als Brut- und Rastareal für seltene bedrohte Vogelarten sowie als Laichgebiet und Lebensraum zahlreicher Amphibien nachhaltig zu sichern und zu schützen.“ Im Oktober 1988 folgte eine erneute Ausweisung mit weiteren Flächen im Norden und Südwesten, auf denen ebenfalls Salzpflanzen wachsen. Das Naturschutzgebiet besitzt nun eine auf 76,5 Hektar vergrößerte Fläche, hat die nationale Kennung 1632002 und den WDPA-Code 82435.

### Fauna-Flora-Habitat-Gebiet
Mit nahezu gleichen Gebietsgrenzen und Erhaltungszielen wurde das Naturschutzgebiet im April 1999 als Fauna-Flora-Habitat-Gebiet der EU für das länderübergreifende Schutzgebietsnetzwerk Natura 2000 vorgeschlagen. Hauptziel der Natura 2000-Richtlinie ist die biologische Vielfalt in Europa zu erhalten und sie langfristig in einem günstigen Zustand zu bewahren. Ihre Anhänge I und II benennen die Lebensraumtypen und die wildlebenden Tier- und Pflanzenarten, die als von allgemeinem Interesse gelten und für die besondere Schutzgebiete ausgewiesen werden müssen. Nach dem Standarddatenbogen aus dem Jahr 1997 liegt die besondere Bedeutung in dem Vorkommen der „hessenweit größten Salzstelle des Binnenlands“, die dem prioritären FFH-Lebensraumtyp 1340 „Salzwiesen im Binnenland“ mit ihrer spezifischen Halophytenvegetation zugeordnet wird. Nach der Bestätigung als Gebiet von gemeinschaftlicher Bedeutung im Dezember 2004 forderte die EU neben dem Gebietsmanagement und dem damit verbundenen Monitoring eine förmliche Schutzerklärung, die im Januar 2008 mit der „Verordnung über Natura 2000-Gebiete in Hessen“ erfolgte. Das FFH-Gebiet besitzt eine Größe von 75,42 Hektar, hat die europäische Gebietsnummer 5026-301 und den WDPA-Code 555520379.
Unmittelbar an die Rohrlache grenzt der Flusslauf der Werra. Dieser Bereich gehört zu einem von zwei Abschnitten die das FFH-Gebiet „Werra zwischen Philippsthal und Herleshausen“ (Nummer 5125-350, WDPA 555520483) bilden, das durch eine Anpassung entstand. Die Werra fließt von ihrem Quellgebiet bis zum Beginn des unteren Werratals bei Treffurt mit zwei Ausnahmen, in denen sie Flächen des Landes Hessen durchquert, durch Thüringen. Ihr gesamter Flusslauf in Thüringen, mit den ihn begleitenden schützenswerten Lebensräumen, wurde wegen der besonderen Naturausstattung als FFH-Gebiet „Werra bis Treffurt mit Zuflüssen“ (Nummer 5328-305, WDPA 555520705) ausgewiesen. Mit einem „Randabgleich“ sollten daraufhin die hessischen Teilstrecken der Werra das thüringische FFH-Gebiet ergänzen. In diesen hessischen Abschnitten bildet ausschließlich der Fluss das FFH-Gebiet, ohne die angrenzenden Auenbereiche.

### Vogelschutzgebiet
Mit den beiden nördlich benachbarten Naturschutz- und FFH-Gebieten „Rhäden bei Obersuhl und Bosserode“ (Kennung 1632001, WDPA 165150) und „Obersuhler Aue“ (Kennung 1632018, WDPA 164903) sowie dem nordöstlich liegendem FFH-Gebiet „Werraaue von Herleshausen“ (Nummer 4926-303, WDPA 555520290) bildet die Rohrlache das EU-Vogelschutzgebiet „Rhäden von Obersuhl und Auen an der mittleren Werra“ (Nummer 5026-402, WDPA555537602).
Das rund 540 Hektar große Vogelschutzgebiet ist ein bedeutendes Rastgebiet für Wasser-, Wat- und Schreitvögel. In Hessen gilt es als das wichtigste Brutgebiet für Tafelente, Rohrdommel und Schlagschwirl. Für die Arten Wachtelkönig, Tüpfelsumpfhuhn, Wasserralle, Knäk-, Löffel- und Schnatterente, Rohrweihe, Weißstorch, Zwergdommel und Graureiher gehört es zu den fünf hessischen Schwerpunktgebieten.

### Landschaftsschutzgebiet
Die Rohrlache liegt vollständig in dem im Jahr 1992 ausgewiesenem Landschaftsschutzgebiet „Auenverbund Werra“ (Kennung 2636002, WDPA 378407), das mit mehreren Teilbereichen und einer Gesamtfläche von rund 4000 Hektar sich entlang der Werra in den Landkreisen Hersfeld-Rotenburg und Werra-Meißner befindet. Im Rahmen des Landschaftsschutzgebietes sollen naturnahe Gewässerabschnitte der Werra erhalten oder wiederhergestellt werden.

### Nationales Naturmonument „Grünes Band Hessen“
Mit dem Gesetz über das Nationale Naturmonument „Grünes Band Hessen“, das der Hessische Landtag im Januar 2023 beschlossen hatte, wurde die Rohrlache vollständig in das Naturschutzprojekt integriert. In dem, in drei Zonen aufgeteilten Grünen Band, liegt die Rohrlache innerhalb der Zone I, zu der „Flächen mit herausragender naturschutzfachlicher Bedeutung“ gehören.

## Besucherhinweise

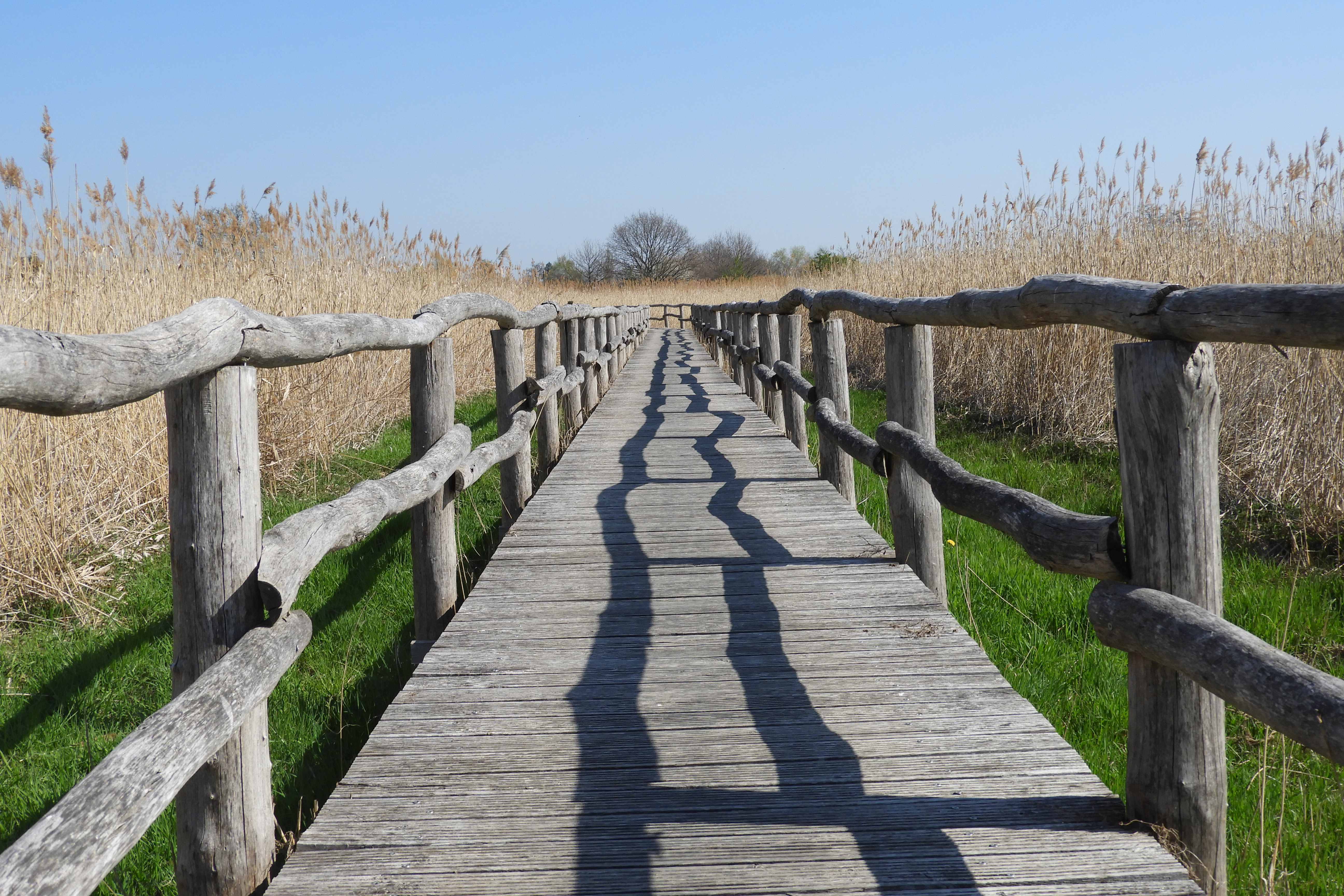
Im Randbereich des Feuchtgebiets verläuft ein Rad- und Wanderweg teilweise auf einem Bohlendamm.

Der Werratal-Radweg und der Nadelöhr-Wanderweg verlaufen entlang der Werra von Heringen nach Widdershausen im westlichen Randbereich des Schutzgebiets.